# اسکات کافی
اسکات کافی (انگلیسی: Scott Coffey؛ زادهٔ ۱ مهٔ ۱۹۶۷) تهیه‌کننده و کارگردان اهل ایالات متحده آمریکا است. وی از سال ۱۹۸۳ میلادی تاکنون مشغول فعالیت بوده‌است.
از فیلم‌هایی که وی در آن نقش داشته است، می‌توان به روزی روزگاری در آمریکا، فریاد، الی پارکر، جهان وین ۲، پشمالو، دما و رضایت اشاره کرد.